# Still in the Groove
Singles de Nana Mizuki
New Sensation
(2002) Panorama
(2004)
Still in the Groove est le 9e Single de la chanteuse et seiyū japonaise Nana Mizuki sorti le 16 juillet 2003 sous le label King Records. Il arrive 17e à l'Oricon et reste classé 5 semaines pour un total de 16 105 exemplaires vendus.
Still in the Groove a été utilisé comme thème musical pour la publicité Iro Melo mix de Dwango. Still in the Groove et Koishiteru... se trouvent sur l'album DREAM SKiPPER ainsi qu'une nouvelle version de la 2e chanson, Refrain -classico-. Still in the Groove se trouve sur la compilation The Museum.

## Liste des titres
| 1. | Still in the Groove (lit. encore dans le groove)       | 4:34 |
| 2. | Refrain                                                | 4:58 |
| 3. | Koishiteru... (恋してる．．． (lit. Amoureuse)         | 3:56 |
| 4. | Still in the Groove (version instrumentale)            | 4:34 |
| 5. | Refrain (version instrumentale)                        | 4:57 |
| 6. | Koishiteru... (version instrumentale) (恋してる．．．) | 3:54 |

Auteurs : La première et la 2e chanson sont composées entièrement par Toshiro Yabuki. Tsutomu Ohira participe aux arrangements de la 2e chanson. Les paroles de la 3e chanson sont composées par Nana Mizuki, tandis que la musique et les arrangements sont composées par Tsutomu Ohira.